# Camera Obscura (album)
Camera Obscura je šesté a zároveň poslední sólové studiové album německé zpěvačky Nico. Vydáno bylo v roce 1985 společností Beggars Banquet Records a jeho producentem byl zpěvaččin dlouholetý spolupracovník John Cale. Na rozdíl od předchozích alb desku však pouze produkoval a nehrál na ní na žádné nástroje. Album obsahuje celkem sedm autorských písní a dvě coververze. Obsahuje písně zpívané jak v angličtině, tak i ve zpěvaččině rodné němčině.

## Před vydáním
V souvislosti s vydáním zpěvaččina pátého alba Drama of Exile v roce 1981 byla Nico vázána smlouvou ke společnosti Illuminated Records. Zpěvaččin manažer Alan Wise jí v roce 1985 zajistil kontrakt s vydavatelstvím Beggars Banquet Records, která vyplatila dluh patřící firmě Illuminated Records a Nico tak mohla nahrát nové album. Wise rovněž zajistil, aby desku produkoval John Cale. Ten s ní spolupracoval na prvních čtyřech albech, zatímco na pátém nikoliv. Zvukovým inženýrem při nahrávání byl Caleův blízký spolupracovník a kytarista v jeho doprovodné skupině Dave Young. Nahrávání alba Camera Obscura probíhalo od března do dubna 1985 ve studiu The Strongroom v Londýně. Jelikož Nico neměla dostatek vlastních písní, vzpomněla si na Paula Morrisseye. Ten jí v minulosti poradil, aby zpívala písně od jiných lidí, což také na počátku své kariéry dělala.

## Skladby
Album otevírá píseň „Camera Obscura“, v níž šeptem vypráví John Cale, zatímco zpěv Nico se zde vyskytuje ojediněle. První ze dvou coververzí, které byly na desku zařazeny, je „My Funny Valentine“ od Richarda Rodgerse s textem od Lorenze Harta. Tato verze je hraná v c-moll, což je převzato od trumpetisty a zpěváka Cheta Bakera. Na páté pozici se nachází coververze písně „Das Lied vom einsamen Mädchen“ od Wernera R. Heymanna a Roberta Gilberta, která vypráví o dívce s blond vlasy.

## Podpora alba
V říjnu 1985 Nico dvakrát vystoupila v Československu; v Brně-Kníničkách a v Praze na Opatově. Mimo to vystoupila například v Polsku a Maďarsku.

## Seznam skladeb
Na původní gramofonové desce se prvních pět písní nachází na první straně a zbylé na druhé.
| Pořadí         | Název                         | Autor                                     | Délka |
| -------------- | ----------------------------- | ----------------------------------------- | ----- |
| 1.             | Camera Obscura                | Nico, John Cale, James Young, Graham Dids | 3:46  |
| 2.             | Tananore                      | Nico                                      | 4:28  |
| 3.             | Win a Few                     | Nico                                      | 6:13  |
| 4.             | My Funny Valentine            | Richard Rodgers, Lorenz Hart              | 3:29  |
| 5.             | Das Lied vom einsamen Mädchen | Werner Richard Heymann, Robert Gilbert    | 5:43  |
| 6.             | Fearfully in Danger           | Nico                                      | 7:30  |
| 7.             | My Heart Is Empty             | Nico                                      | 4:42  |
| 8.             | Into the Arena                | Nico                                      | 4:16  |
| 9.             | König                         | Nico                                      | 4:08  |
| Celková délka: | Celková délka:                | Celková délka:                            | 44:15 |

## Sestava
Hudebníci
- Nico – zpěv, harmonium
- The Faction:
  - James Young – klávesy
  - Graham Dids – perkuse
- John Cale – zpěv v „Camera Obscura“
- Ian Carr – trubka v „My Funny Valentine“ a „Into the Arena“

Technická podpora
- John Cale – producent
- Dave Young – zvukový inženýr
- Anton Corbijn – fotografie
- Brett Wickens – design obalu
- Christiane Mathan – design obalu
- Peter Saville – design obalu